# ديفيد ماكدونالد (عالم حيواني)
ديفيد ماكدونالد (بالإنجليزية: David Macdonald)‏ هو عالم حيوانات بريطاني، ولد في 1951.